# Henrik Ibsen

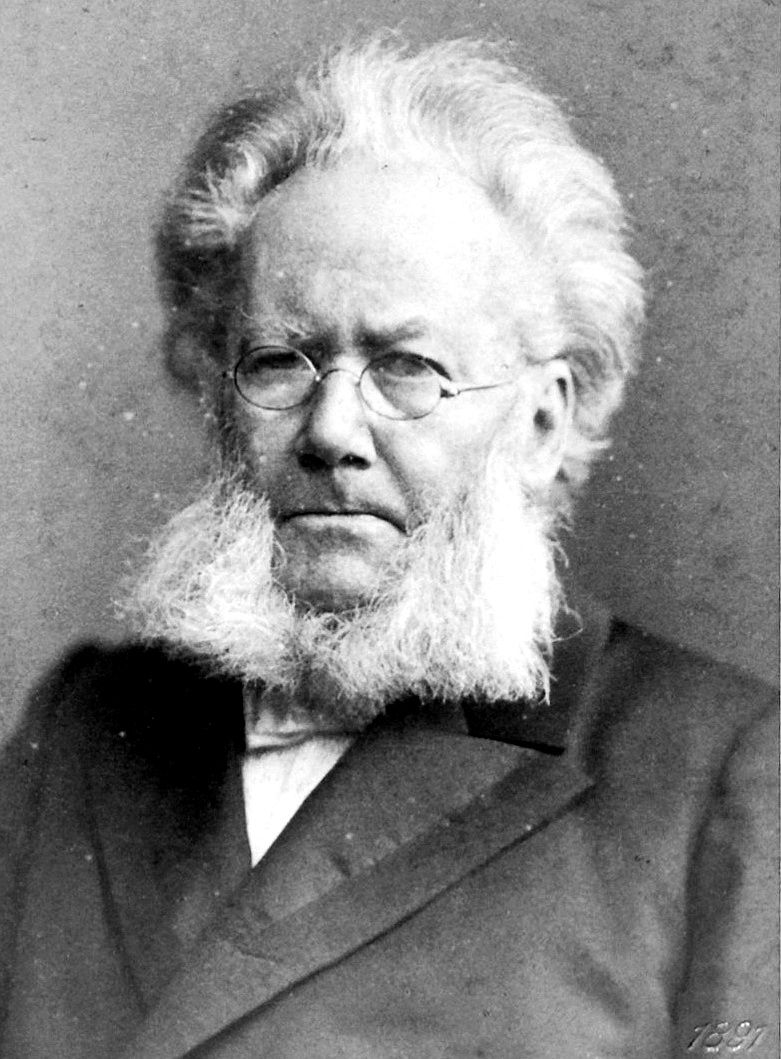
Henrik Ibsen

Henrik Johan Ibsen (* 20. März 1828 in Skien; † 23. Mai 1906 in Christiania) war ein norwegischer Dramatiker und Lyriker. Ibsen gilt als einer der Begründer des Modernismus im Theater und ist der am häufigsten aufgeführte Dramatiker der Welt nach Shakespeare. Zu seinen Hauptwerken gehören Brand, Peer Gynt, Nora oder Ein Puppenheim, Gespenster, Ein Volksfeind, Die Wildente, Rosmersholm, Hedda Gabler, Baumeister Solness, John Gabriel Borkman und Wenn wir Toten erwachen.
Ibsen wuchs in einer patrizischen Kaufmannsfamilie in Skien auf, etablierte sich in den 1850er Jahren als Theatermann in Norwegen und erlangte in den 1860er Jahren mit den Dramen Brand und Peer Gynt internationale Anerkennung als Dramatiker. Ab 1864 lebte er 27 Jahre lang in Italien und Deutschland – hauptsächlich in Rom, Dresden und München – mit nur seltenen und kurzen Besuchen in Norwegen, bevor er 1891 nach Christiania umzog. Die meisten von Ibsens Stücken spielen in Norwegen, oft in bürgerlichen Milieus, und Ibsen greift oft Motive aus seiner Geburtsstadt Skien, seinem eigenen Aufwachsumfeld und Familienkreis auf. Peer Gynt war Ibsens letztes Drama, das in Reimform geschrieben wurde, und in dem „filmischen Manuskript verschmelzen Poesie mit Gesellschaftssatire und realistische Szenen mit surrealistischen“. Ibsens spätere Dramen sind in einem realistischeren und psychologischen Stil geschrieben.

## Leben und Werk

### Familie, Kindheit und Jugend (1828–1850)

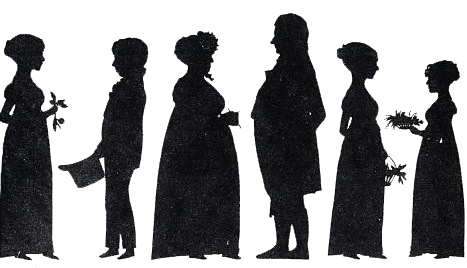
Eine Silhouette der Familie Altenburg / Paus um 1820; Ibsens Mutter Marichen rechts und ihre Eltern in der Mitte. Es ist die einzige existierende Abbildung von Ibsens Eltern.

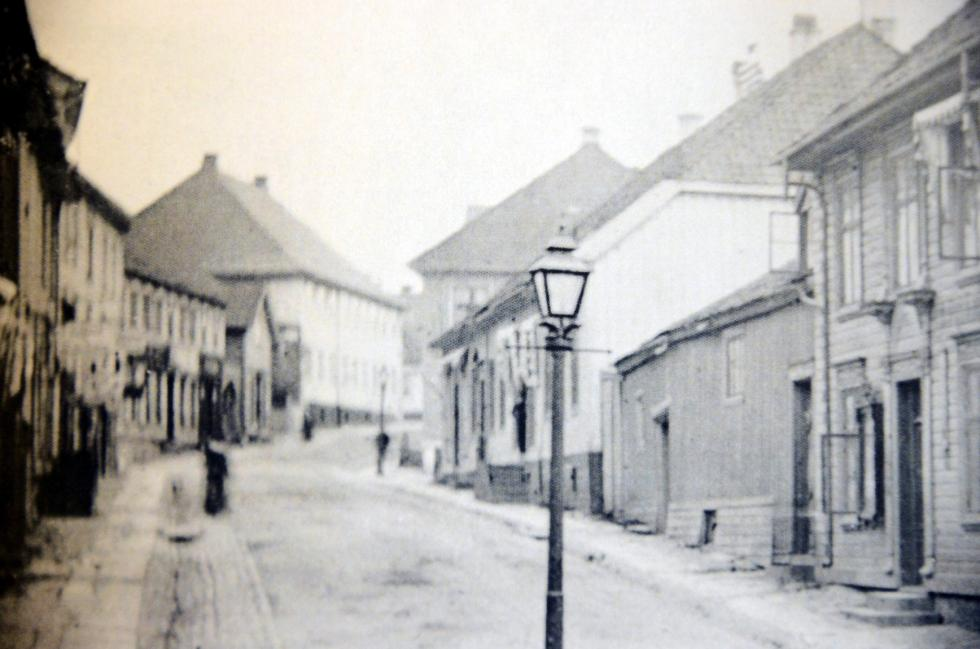
Das Dach und eines der Fenster des Altenburggården sind in der Bildmitte zu sehen. Ibsens Mutter Marichen wuchs in Altenburggården auf. Henrik Ibsen lebte dort im Alter von drei bis acht Jahren.

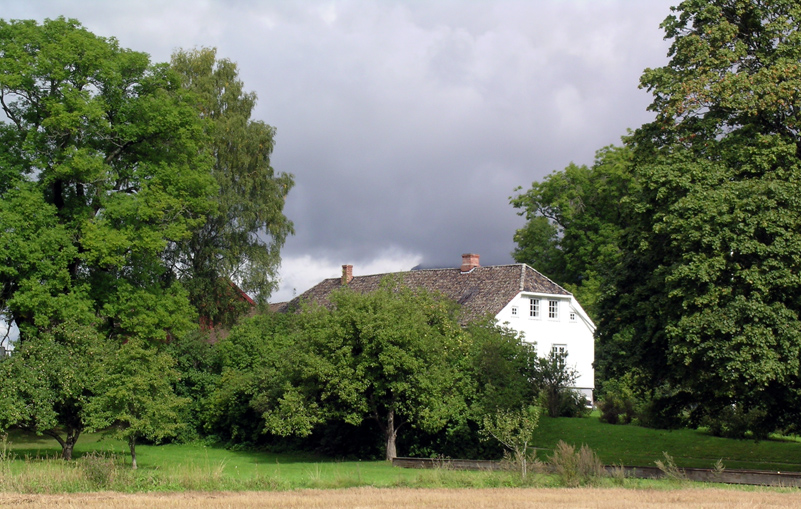
Venstøp, wo Ibsen 1835–1843 lebte

Henrik Johan Ibsen wurde am 20. März 1828 in Stockmanngården in Skien geboren. Er wurde am 28. März 1828 zu Hause getauft und die Taufe am 19. Juni desselben Jahres in Christianskirken bestätigt. Er war der Sohn des Kaufmanns zu Skien Knud Plesner Ibsen (1797–1877) und der Marichen Cornelia Martine Altenburg (1799–1869). Er wuchs als Mitglied der erweiterten Kaufmannsfamilie Ibsen/Paus auf, die aus den Geschwistern Ole Paus und Hedevig Paus und ihren eng verbundenen Familien bestand. In einem Brief an Georg Brandes schrieb Henrik Ibsen, dass seine Eltern „sowohl väterlich- als mütterlicherseits Mitglieder der angesehensten Familien in Skien“ und mit „fast allen Patrizierfamilien, die damals den Ort und seine Umgebung beherrschten“ verwandt gewesen seien. Skien war seit dem 16. Jahrhundert eine der wichtigsten und reichsten Städte Norwegens, und war bis ins 19. Jahrhundert die führende Hafenstadt des Landes. Seit den Napoleonischen Kriegen verlor Skien allmählich an Bedeutung zugunsten der aufstrebenden Hauptstadt Christiania. In Ibsens Kindheit war Skien noch eine der führenden Städte Norwegens, aber sein altes Kaufmannspatriziat kämpfte um sein Überleben.
Knuds Vater Henrich Ibsen starb 1797, wenige Wochen nach der Geburt seines Sohnes, bei einem Schiffsunglück, und seine Mutter Johanne Plesner heiratete 1798 den Kapitän und Reeder Ole Paus, der Knuds Stiefvater und Vater von Knuds neun Halbgeschwistern wurde. Als Mitglied der Familie Paus war er Nachkomme der „Beamtenaristokratie“ von Øvre Telemark. Im Jahr 1800 zogen Ole und Johanne Paus mit den Kindern aus dem Zentrum von Skien auf den stattlichen Bauernhof Rising in Gjerpen, etwas außerhalb von Skien, nachdem sie das Ibsen-Haus in Løvestrædet verkauft hatten. Bei der Volkszählung von 1801 hatte die Familie Paus in Rising sieben Bedienstete.
Henriks Mutter Marichen wuchs in Altenburggården im Zentrum von Skien als Tochter des Kaufmanns und Reeders Johan Andreas Altenburg und der Hedevig Paus auf. Hedevig war eine Schwester von Ole Paus und die beiden Familien von Rising und Altenburggården hatten eine sehr enge Beziehung; zum Beispiel ist Knuds Halbbruder und enger Kindheitsfreund Henrik Johan Paus in Altenburggården aufgewachsen. Knud und Marichen kannten sich seit ihrer Kindheit, galten fast als Schwester und Bruder im sozialen Sinne und ihre Ehe wurde als „perfektes Familienarrangement“ bezeichnet.
Knud und Marichen lebten zunächst mit Knuds Bruder und Marichens Vetter Christopher Blom Paus in Stockmanngården im Zentrum von Skien, wo Henrik 1828 geboren wurde. Nachdem Marichens Mutter 1830 Altenburggården ihrem Schwiegersohn Knud überlassen hatte, zogen Knud und Marichen 1831 mit ihren Kindern dort ein. In den 1820er und 1830er Jahren war Knud Ibsen ein reicher Kaufmann in Skien; 1833 stand er an 16. Stelle der Steuerzahler der Stadt. Henrik wuchs als ältestes Kind mit drei jüngeren Brüdern und einer Schwester auf.
Ab Mitte der 1830er Jahre, als Henrik acht Jahre alt war, hatte sein Vater wirtschaftliche Schwierigkeiten, obwohl er nie bankrott im Sinne des Gesetzes ging. Die Familie musste ihr Haus Altenburggården verkaufen und zog auf das ländliche Gut Venstøp außerhalb der Stadt. Viele Mythen über Ibsens Kindheit wurden durch neuere Forschungen widerlegt. Zum Beispiel hat Jørgen Haave, der Direktor des Ibsenmuseums in Skien, festgestellt, dass die Familie Ibsen auf Venstøp weiterhin relativ bequem lebte und dass Henrik nicht depressiv und sein Vater Knud kein Alkoholiker war. Venstøp war ein stattlicher, großer Bauernhof mit repräsentativen Gebäuden, und die Familie Ibsen hatte noch Bedienstete. Sie behielt ihre Stellung in der Patrizierelite und „distanzierte sich stark von der Bauernbevölkerung“. Haave weist darauf hin, dass es zum finanziellen und sozialen Abstieg erst in den 1850er Jahren kam, nachdem Henrik das Elternhaus verlassen hatte.
Als 16-Jähriger begann Henrik 1844 eine Lehre bei dem Apotheker Reimann in Grimstad, um später Medizin zu studieren. In Grimstad hatte er die Möglichkeit, Bücher zu leihen, die er sich selber nicht leisten konnte, und las unter anderem William Shakespeare und Ludvig Holberg. Außerdem verfasste er dort erste eigene Werke, Liebesgedichte für ein Mädchen namens Clara, von denen einige erhalten sind. Ibsen hatte auch eine Beziehung mit einer zehn Jahre älteren Dienstmagd, die 1846 seinen unehelichen Sohn Hans Jacob Henriksen zur Welt brachte. Aus den Unterhaltsverpflichtungen ergaben sich finanzielle Schwierigkeiten für ihn. Engeren Kontakt zu seinem Sohn hatte Ibsen nicht.
Kurz bevor er Grimstad verließ, wurde Ibsens erstes Theaterstück Catilina veröffentlicht. Es handelt von Lucius Sergius Catilina, auf den er bei seiner Abiturvorbereitung aufmerksam geworden war. Das Werk entstand vermutlich 1848 bis 1849 und wurde 1850 unter dem Pseudonym Brynjolf Bjarme veröffentlicht.
Ibsens familiäres und kindliches Umfeld war sowohl zu Lebzeiten als auch in den 2000er Jahren ein viel untersuchtes Thema. Einer der Gründe dafür ist, dass Ibsen selbst bestätigte, dass er seine Verwandten, Kindheitserinnerungen und Familientraditionen als Vorbilder für Figuren und Ereignisse in seinen Dramen verwendet hat.

### Oslo und Bergen (1850–1864)

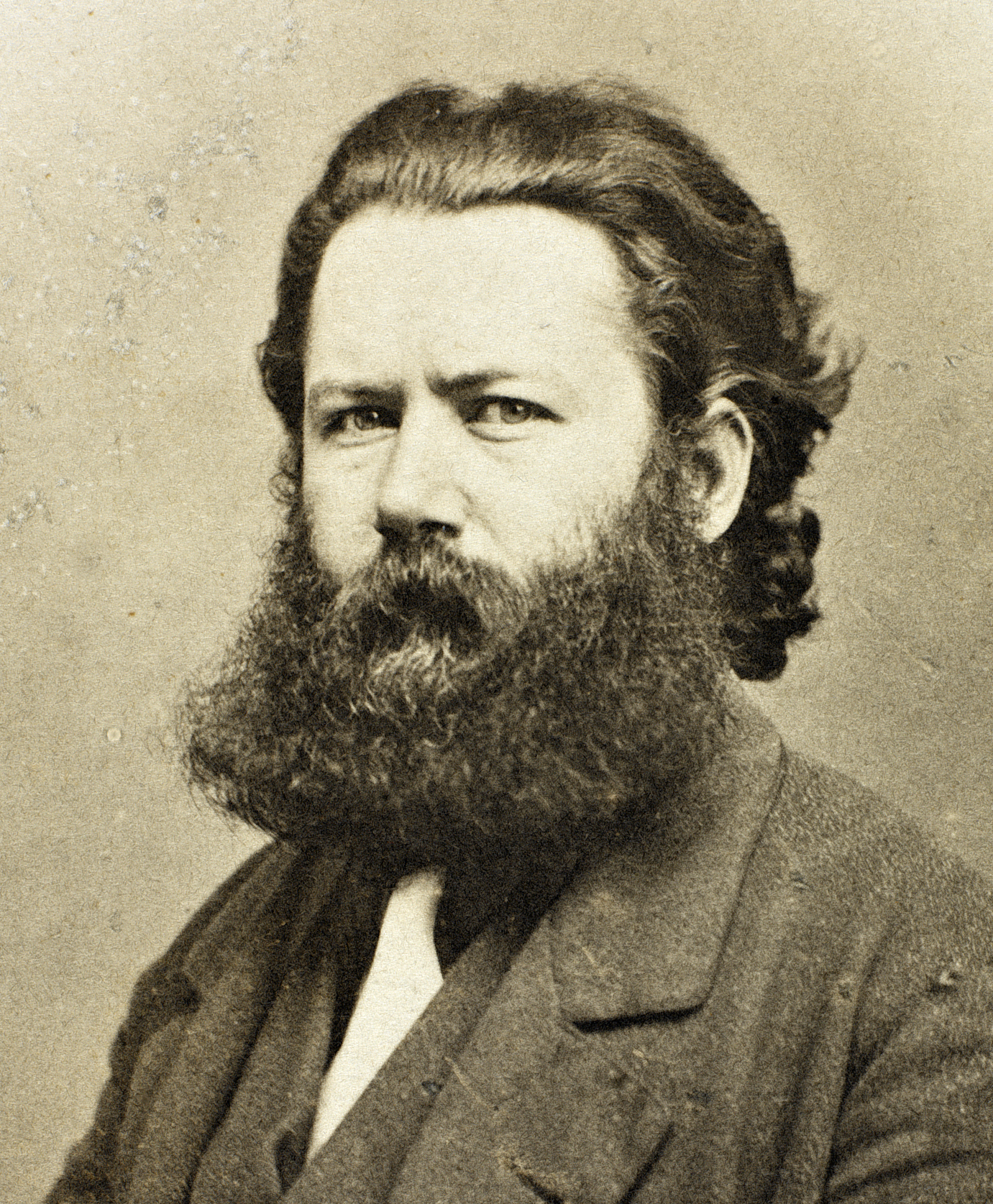
Henrik Ibsen um 1863/64, eines der ersten Porträts von ihm

Im Jahr 1850 lebte Henrik Ibsen in Christiania, dem heutigen Oslo, wo er die Heltbergsche Abiturientenfabrik besuchte und Kontakt zur norwegischen Arbeiterbewegung des utopischen Sozialisten Marcus Thrane aufnahm. Er wurde Mitglied des Intellektuellenzirkels um Paul Botten-Hansen Det lærde Holland. Mit Botten-Hansen verband ihn eine Freundschaft. Im Alter von 20 Jahren befreundete er sich mit Bjørnstjerne Bjørnson. In Oslo gab er zusammen mit Botten-Hansen und Aasmund Olavsson Vinje das Wochenblatt Andhrimner heraus und beschäftigte sich während dieser Zeit intensiv mit altnordischer Geschichte und Volkskunde.
Im November 1851 berief ihn Ole Bull als Hausdichter und künstlerischen Leiter an das Norske Theater in Bergen, wo sich einige Personen um den Aufbau eines norwegischen Nationaltheaters bemühten. Zum Repertoire des Theaters sollte Ibsen jedes Jahr ein Stück beisteuern. Vor diesem Hintergrund entstanden die nationalromantischen Dramen, darunter Die Johannisnacht (Uraufführung [UA] 1853), Frau Inger auf Östrot (UA 1855) und Das Fest auf Solhaug (UA 1856), in denen bereits Kritik an konservativ-nationalen Ideen erkennbar wurde. Ibsen hatte die künstlerische Leitung bis etwa 1857 inne. 1852 begab er sich auf Studienreisen nach Kopenhagen und Dresden, um die dortigen Theaterverhältnisse zu studieren. In der dänischen Hauptstadt wurde er vom Intendanten und Dramatiker Johan Ludvig Heiberg empfangen und sah unter anderem Stücke von Ludvig Holberg und Adam Oehlenschläger. In Dresden begleitete der berühmte norwegische Maler Johan Christian Clausen Dahl Ibsen in das Hoftheater, wo die Schauspieler Emil Devrient und (als Gast) Bogumil Dawison brillierten.
1857 übernahm Ibsen die Leitung des Kristiania Norske Theater in Christiania (Oslo). In dieser Zeit wurden seine Stücke in Botten-Hansens Nyhetsblad veröffentlicht. Am 18. Juli 1858 heiratete er Suzannah Thoresen; aus der Ehe ging der Sohn Sigurd Ibsen hervor, der später Bjørnsons Tochter Bergliot heiratete. Sigurd Ibsen war von 1903 bis 1905 als Ministerpräsident Vertreter der norwegischen Regierung beim königlichen Hof in Stockholm. Der Konkurs des Kristiania Norske Theaters 1862 belastete ihn sehr. Obwohl ihm sein 1864 uraufgeführtes Stück Die Kronprätendenten den ersten großen Erfolg einbrachte und Ibsen in Norwegen verwurzelt war, verließ er noch im selben Jahr seine Heimat. Er fühlte sich von seinen Landsleuten verkannt und angefeindet. Außerdem missfiel ihm, dass Norwegen Dänemark, das sich im Krieg mit dem Deutschen Bund befand, nicht die versprochene Unterstützung gewährte. Bjørnstjerne Bjørnson organisierte ihm ein Stipendium für eine Studienreise. Insgesamt sollte Ibsen 27 Jahre im „freiwilligen Exil“ verbringen, zunächst in Italien (Rom), später in Deutschland (Dresden und München). Er lebte anfangs von Spenden aus der Heimat. Dies war der Beginn eines norwegischen Mäzenatentums.

### „Freiwilliges Exil“ in Italien und Deutschland (1864–1891)

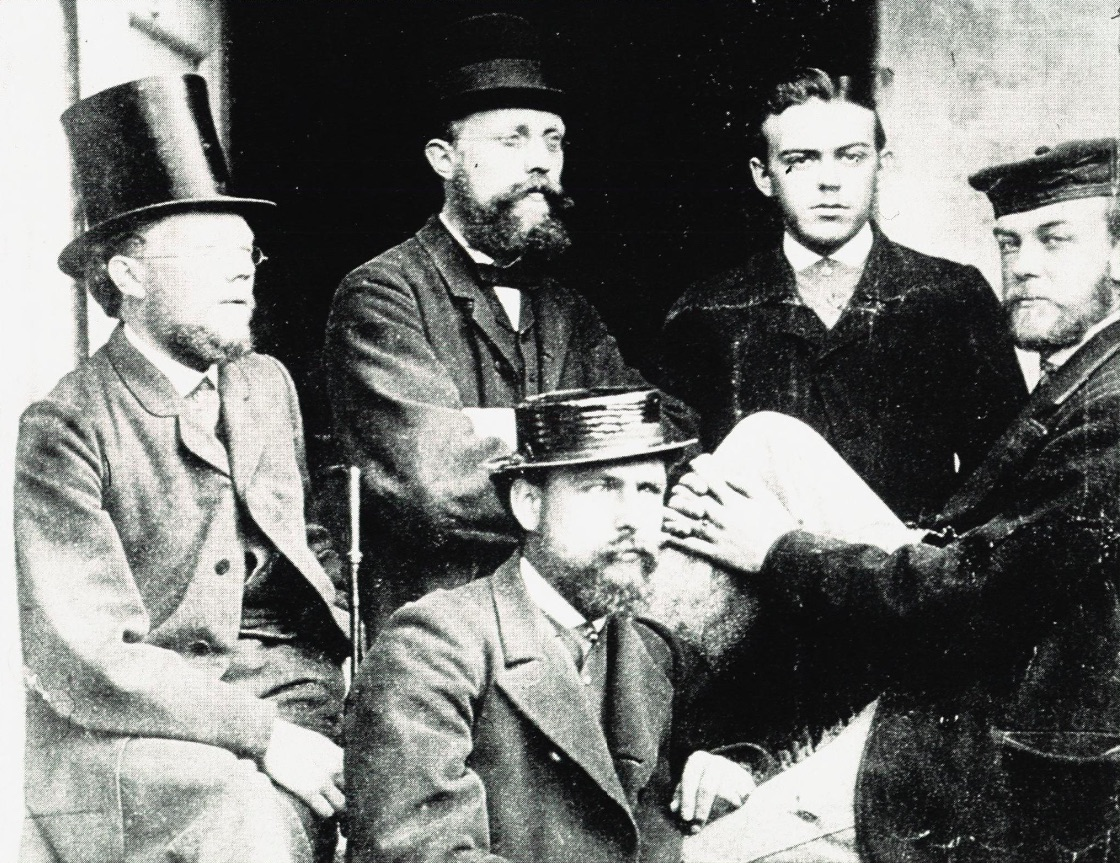
Henrik Ibsen (links) mit Freunden in Rom um 1867

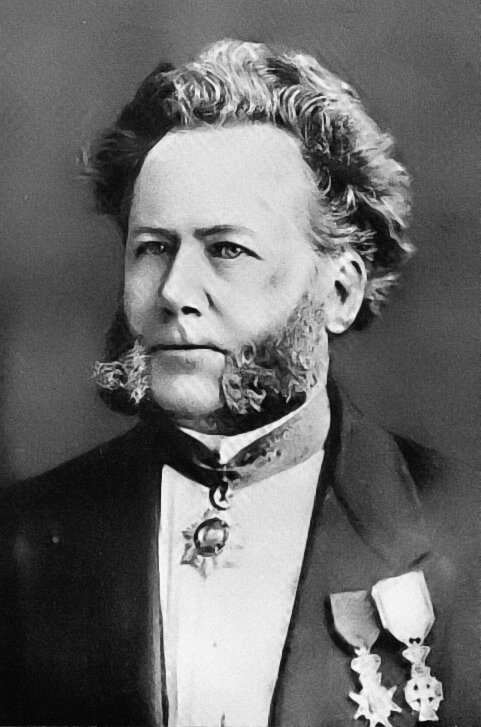
Henrik Ibsen (um 1870)

In der Zeit des freiwilligen Exils entstanden Ibsens bedeutendste Bühnenwerke. Zunächst schrieb er 1866 Brand (UA 1885). Für sein 1867 erschienenes dramatisches Gedicht Peer Gynt erarbeitete er ab 1874 eine Bühnenfassung, für die er Edvard Grieg mit der Komposition der Schauspielmusik Peer Gynt beauftragte (gemeinsame Uraufführung beider Werke 1876). Die Protagonisten dieser Stücke schilderte er psychologisch genau. Ansichten und Personen entnahm Ibsen teils aus Botten-Hansens Huldrebryllup, teils seinem Freundeskreis Det lærde Holland. 1868/69 schrieb er die Komödie Der Bund der Jugend. In der Figur des Steensgaard sahen seine Zeitgenossen ein Abbild Bjørnsons. Dies führte zu einer zeitweisen Abkühlung ihrer Freundschaft. Das 1873 entstandene zehnaktige Doppeldrama Kaiser und Galiläer (UA 1896) sah Ibsen zeitlebens als sein Hauptwerk an. Die 1888 erschienene Übersetzung begründete in Deutschland die häufigere Verwendung des Begriffs des „Dritten Reiches“. Ibsen verwendete den Begriff im Stück als Bezeichnung für die Synthese zwischen Heidentum und Christentum.
Stützen der Gesellschaft von 1877 markiert aus heutiger Sicht die Geburt einer neuen dramatischen Gattung, des naturalistischen Gesellschaftsdramas als modernes Drama. Es folgten 1879 Nora oder Ein Puppenheim, 1881 Gespenster und 1882 Ein Volksfeind. In Die Wildente (UA 1884) rückte Ibsen das menschliche Individuum stärker in den Mittelpunkt. Mit weiteren Dramen gelangte Ibsen zu immer feineren psychologischen Deutungen seiner Hauptpersonen. Die Stücke sind zudem auf den einen Moment hin konzipiert, der die verhängnisvollen Verfehlungen eines Individuums in der Vergangenheit aufdeckt. Dieses Verfahren wird vielfach mit der retrospektiven Technik des antiken Dramas (Sophokles, Euripides) verglichen. Anders als die griechischen Klassiker betont Ibsen allerdings die Eigenverantwortlichkeit des Menschen und nicht das unabänderliche Schicksal.
Ibsens Dramen, im Besonderen jene, die naturalistische Wesenszüge enthalten, werden den analytischen Dramen zugeschrieben, die auch Entdeckungs- oder Enthüllungsdramen genannt werden, da in ihnen nach der Einführung der Personen im ersten Akt nach und nach ihre Beziehungen zueinander aufgedeckt werden, verschiedene Wahrheiten ans Licht kommen, von denen der Zuschauer zunächst nichts ahnen kann. Trotz der Enthüllungen weisen analytische Dramen selbst eine Handlung im Stück auf, d. h., es wird nicht nur „entdeckt“ oder „enthüllt“.
Die Gesellschaftsdramen riefen oft Skandale hervor. Beispielsweise waren die Gespenster (mit den Themen Ehebruch und syphilitische Paralyse) an vielen Theatern in Europa lange Zeit verboten und wurden daher in Chicago uraufgeführt.

### Rückkehr nach Norwegen (1891–1906)

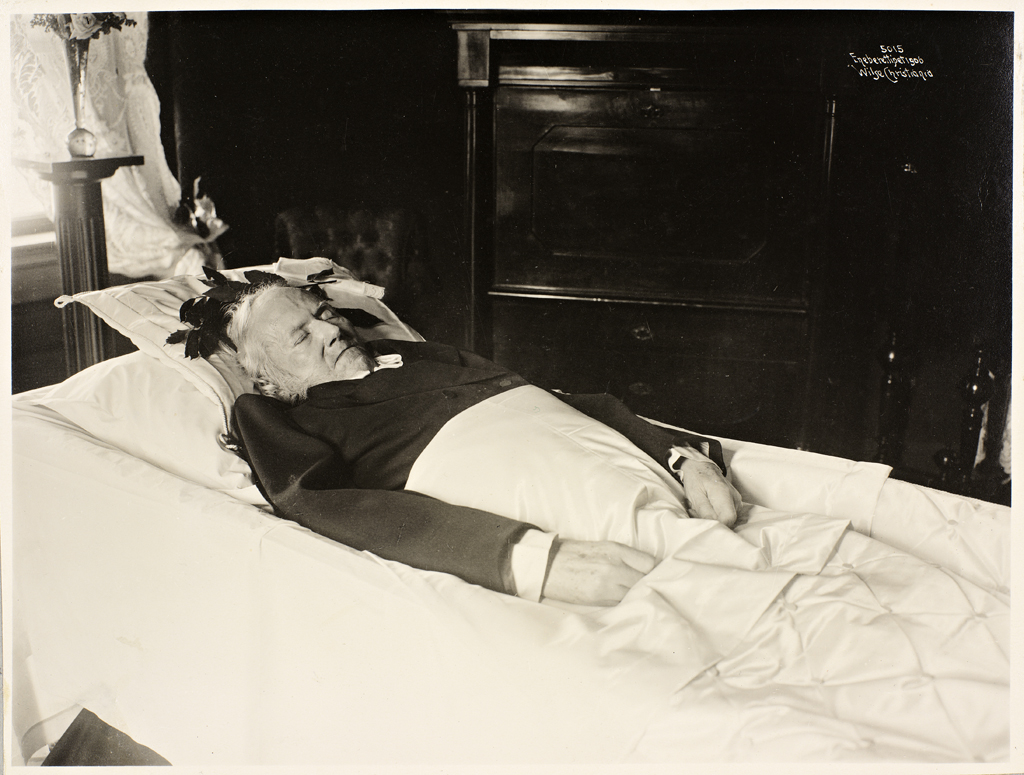
Henrik Ibsen auf seinem Totenbett, Foto: Anders Beer Wilse

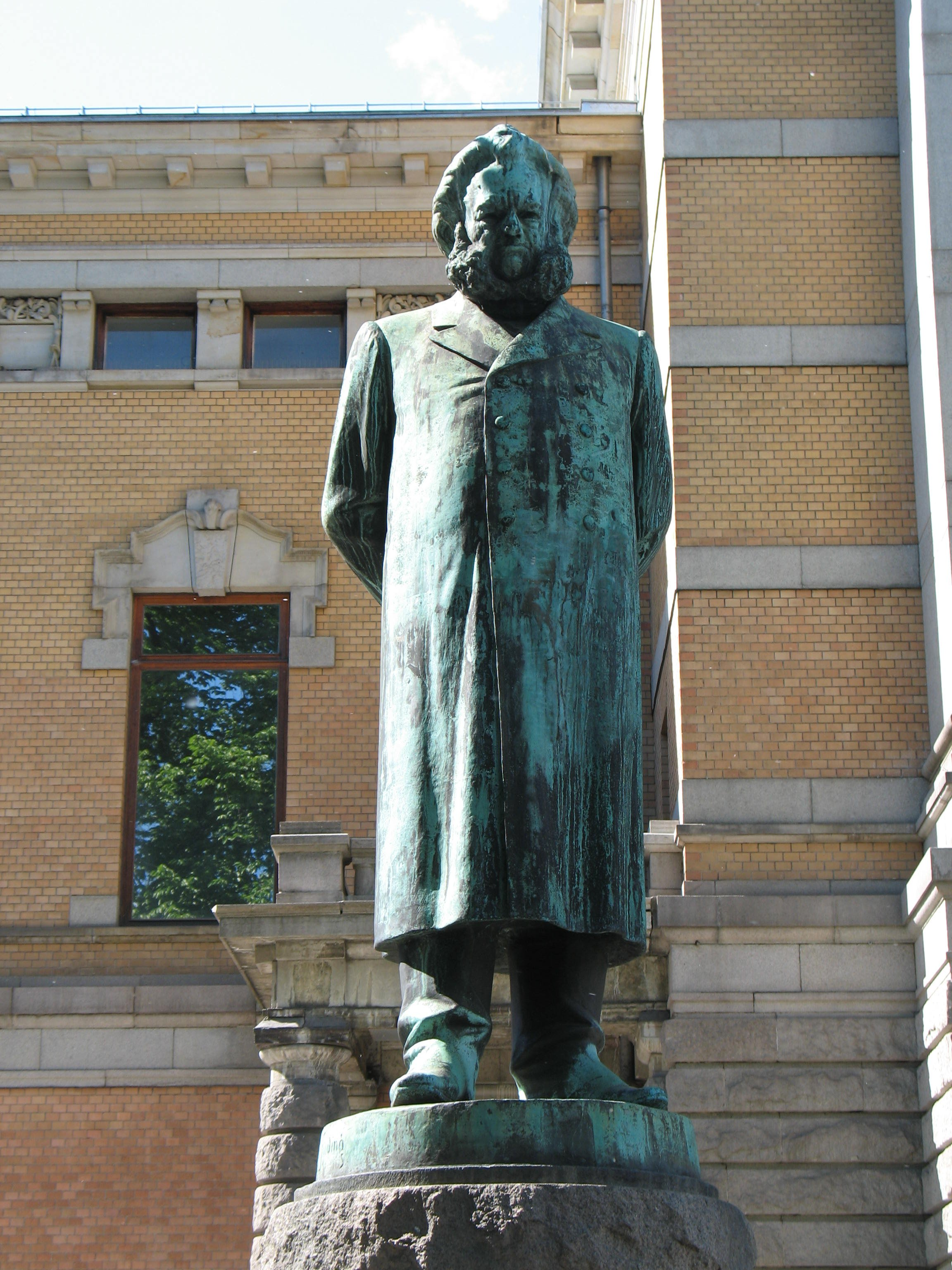
Standbild vor dem Osloer Nationaltheatret von Stephan Sinding (1898)

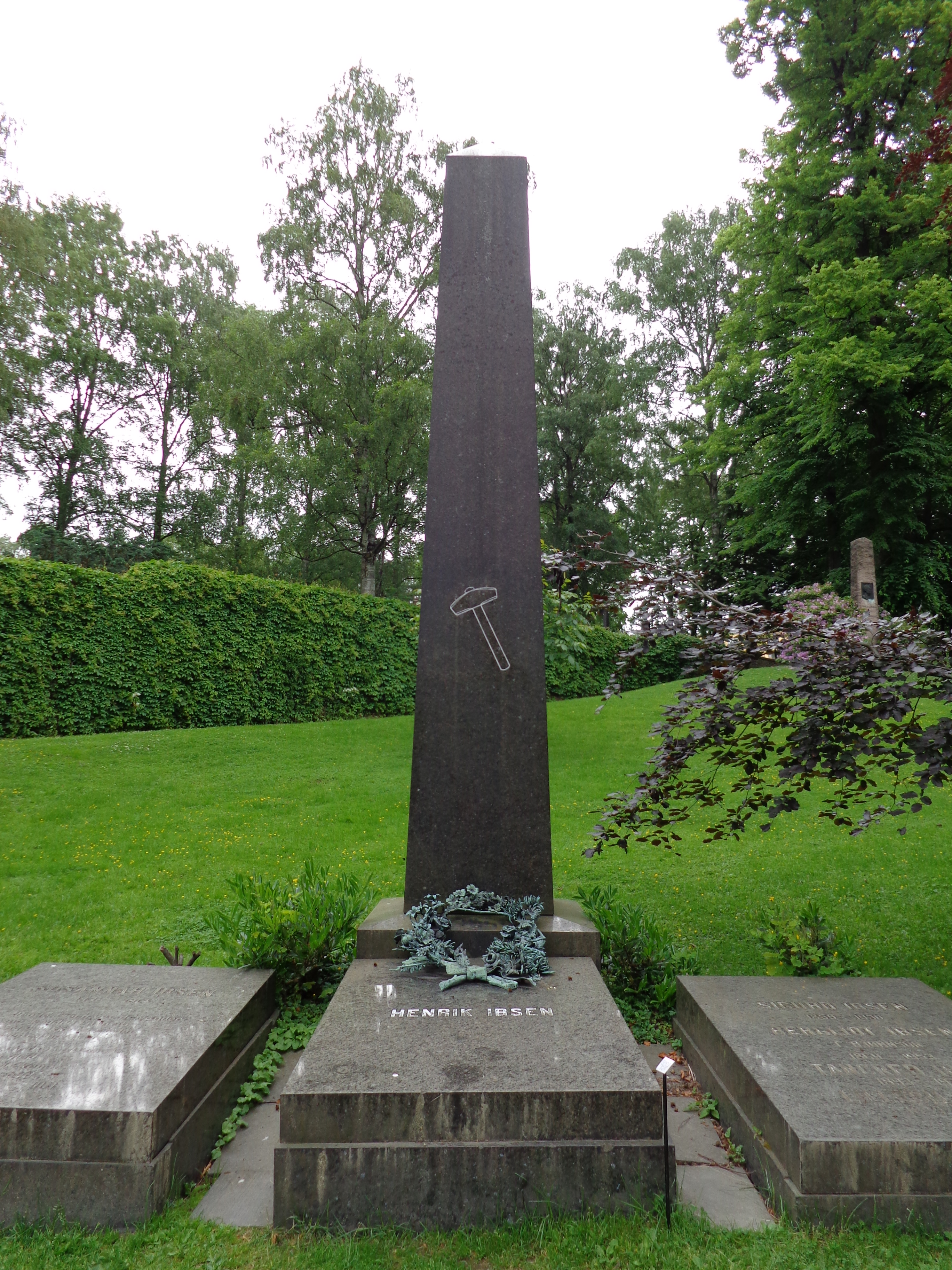
Grab Ibsens in Oslo

Im Jahr 1891 kehrte Henrik Ibsen nach Norwegen zurück. Zu seinem 70. Geburtstag 1898 wurden ihm zahlreiche Ehrungen zuteil, und in Norwegen und in Deutschland erschienen erste Werkausgaben. Zwei Jahre später hatte Ibsen einen ersten Schlaganfall; ab 1901 war er nach einem weiteren halbseitig gelähmt. Er starb am 23. Mai 1906 in seiner Wohnung in Kristiania. „Im Gegenteil“ („Tvertimod!“) sollen seine letzten Worte gewesen sein.  Sein Grab befindet sich auf dem Friedhof Vår Frelsers Gravlund in Oslo.

## Nachwirkung
Henrik Ibsen war der Dramatiker, der gegen die Moral und „Lebenslüge“ seiner Zeit zu Felde zog und im „Kampf der Geschlechter“ im Gegensatz zu August Strindberg den Standpunkt der Frau vertrat. Seine bürgerlichen Dramen zeigen ethischen Ernst und großes psychologisches Einfühlungsvermögen. Sein Sprachgefühl und seine Kenntnis der altnordischen Sagen gaben seiner dramatischen Sprache einen kräftigen Ton, der gegenüber der seinerzeit alleingültigen dänischen Dichterschule einen schroffen Eindruck machte. Neben dem Naturalismus geht durch die Dramen Ibsens auch ein mystischer Zug, der sich in den Alterswerken bis zum Symbolismus ausweitet und mitunter unvermittelt der Beschreibung der Realität gegenübersteht.
Bereits zu Lebzeiten erhielt Ibsen zahlreiche Orden. Das Andenken an ihn wird in seiner Heimatstadt Skien besonders lebendig gehalten: Hier gibt es manche Stätten der Ibsen-Verehrung und das jährliche Ibsen-Kultur-Festival. Vor dem Nationaltheatret in Oslo steht ein von Stephan Sinding geschaffenes Standbild Ibsens (und auch Bjørnsons), das 1899 enthüllt wurde. Vor dem Nationaltheater in Bergen befindet sich ein weiteres Ibsen-Denkmal. Am Nationaltheatret findet im zweijährigen Rhythmus das internationale Ibsen Stage Festival statt, das Ibsen-Produktionen aus vielen Ländern in die norwegische Hauptstadt einlädt. Dort wird seit 2008 außerdem der hochdotierte Internationale Ibsen-Preis verliehen.
Der 1886 in Berlin gegründete S. Fischer Verlag eröffnete 1887 sein literarisches Verlagsprogramm mit Ibsens Schauspiel Rosmersholm. Fast alle Dramen Ibsens wurden mehrfach ins Deutsche übersetzt. Von der Kritik und den Schriftstellern wurde Ibsen im Alter – wie zuvor schon Johann Georg Hamann – „Magus des Nordens“ genannt.
Auch in Deutschland und Österreich nahmen sich berühmte Regisseure des Werkes Ibsens an, unter ihnen Theodor Lobe (1833–1905), Paul Barnay (1884–1960), Max Burckhard (1854–1912), Otto Brahm (1856–1912), Carl Heine (1861–1927), Paul Albert Glaeser-Wilken (1874–1942), Victor Barnowsky (1875–1952), Eugen Robert (1877–1944), Leopold Jessner (1878–1945), Ludwig Barnay (1842–1924), Alfred Rotter (1886–1933), Fritz Rotter (1888–1939), Paul Rose (1900–1973) und Peter Zadek (1926–2009).
Im Jahr 1976 erhielt ein Einschlagkrater auf der südlichen Hemisphäre des Planeten Merkur seinen Namen nach Henrik Ibsen: Merkurkrater Ibsen; 1995 ein Asteroid: (5696) Ibsen.

## Zitate

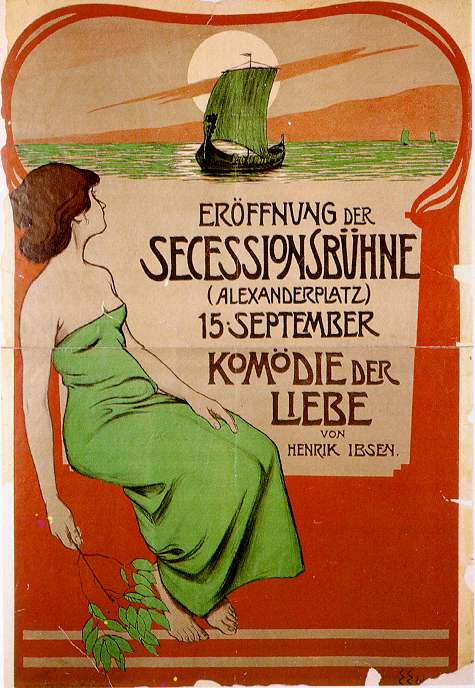
Die Berliner Secessionsbühne eröffnete 1900 mit Komödie der Liebe. Plakat von Edmund Edel

| - Et versAt leve er – krig med trolde i hjertets og hjernens hvælv. At digte, – det er at holde dommedag over sig selv. | Ein Vers (Gedichte 1871)Zu leben ist – Krieg mit Trollen in Herzens und Hirnes Gewölb’. Zu dichten, – das ist zu halten Gericht über sich selbst. | (Übersetzung: Christian Morgenstern)Leben heißt – dunkler Gewalten Spuk bekämpfen in sich. Dichten – Gerichtstag halten über sein eigenes Ich. |

- Rom, 12. Dezember 1882: „In unserer Zeit hat jede Dichtung die Aufgabe, Grenzpfähle zu versetzen.“: Eintragung Ibsens in Sacher-Masochs Album.[15]

- Vor tids store opgave er at sprænge det bestaaende i luften – at ødelægge. „Die große Aufgabe unsrer Zeit ist, das Bestehende in die Luft zu sprengen – zu zerstören.“

Aus dem Brief des Archäologen Dr. Ingvald Undset (Vater von Sigrid Undset) vom 4. Januar 1883, in dem dieser „einem in Kristiania lebenden Beamten“ aus Rom über einen Restaurantbesuch mit Ibsen und dessen Auslassungen „etwa beim sechsten Glas“ berichtete.

## Werke
| - 1850: Catilina. (Catilina) - 1850: Das Hünengrab (Kjæmpehøjen) - 1851: Norma oder die Liebe eines Politikers. (Norma eller en Politikers Kjærlighed) - 1852: Die Johannisnacht (Sancthansnatten) - 1855: Das Fest auf Solhaug. (Gildet paa Solhoug) - 1857: Frau Inger auf Östrot. (Fru Inger til Østeraad) - 1857: Olaf Liljekrans. (Olaf Liljekrans) - 1858: Die Helden auf Helgeland (Hærmændene paa Helgeland) - 1861: Terje Vigen. (Gedicht) - 1862: Komödie der Liebe (Kjærlighedens Komedie) - 1864: Die Kronprätendenten. (Kongs-Emnerne) - 1866: Brand (Brand) - 1867: Peer Gynt (Peer Gynt) - 1869: Der Bund der Jugend (De unges Forbund) | - 1871: Gedichte. (Digte) - 1873: Kaiser und Galiläer (Kejser og Galilæer) - 1877: Stützen der Gesellschaft (Samfundets Støtter) - 1879: Nora oder Ein Puppenheim (Et Dukkehjem) - 1881: Gespenster (Gengangere) - 1882: Ein Volksfeind (En Folkefiende) - 1884: Die Wildente (Vildanden) - 1886: Rosmersholm (Rosmersholm) - 1888: Die Frau vom Meer (Fruen fra havet) - 1890: Hedda Gabler (Hedda Gabler) - 1892: Baumeister Solness (Bygmester Solness) - 1894: Klein Eyolf (Lille Eyolf) - 1896: John Gabriel Borkman (John Gabriel Borkman) - 1899: Wenn wir Toten erwachen (Når vi døde vågner) |

## Verfilmungen
- 1917: Terje Vigen – Regie: Victor Sjöström
- 1934: Peer Gynt – Regie: Fritz Wendhausen
- 1935: Stützen der Gesellschaft
- 1937: Ein Volksfeind – Regie: Hans Steinhoff
- 1944: Nora – Regie: Harald Braun
- 1973: Nora (A Doll’s House) – Regie: Joseph Losey
- 1973: Nora Helmer – Regie: Rainer Werner Fassbinder
- 1973: Ein Puppenheim (A Doll’s House) – Regie: Patrick Garland
- 1975: Hedda Gabler (Hedda) – Regie: Trevor Nunn
- 1976: Die Wildente – Regie: Hans W. Geißendörfer
- 1978: Ein Feind des Volkes (An Enemy of the People) – Regie: George Schaefer (nach einer Adaption von Arthur Miller)
- 1983: Die Wildente (The Wild Duck) – Regie: Henri Safran
- 1987: Peer Gynt – Regie: István Gaál
- 1989: Ganashatru – Regie: Satyajit Ray
- 2003: Nora – Regie: Thomas Ostermeier; mit Anne Tismer als Nora; Fernsehadaption einer Inszenierung der Schaubühne am Lehniner Platz
- 2004: Sonntagsluft – Regie: Frank Alva Buecheler (nach dem Drama Gespenster)
- 2006: Hedda Gabler – Regie: Thomas Ostermeier; Fernsehadaption einer Inszenierung der Schaubühne am Lehniner Platz, Berlin
- 2006: Peer Gynt – Regie: Uwe Janson
- 2013: Ein Volksfeind – Regie: Thomas Ostermeier; Fernsehadaption einer Inszenierung der Schaubühne, Berlin 2012
- 2015: Die Wildente (The Daughter) – Regie: Simon Stone
- 2015: Solness – Regie: Michael Klette